# Plumeria
- Commons
- Wikispecies

Plumeria L. é um género botânico pertencente à família Apocynaceae.

## Espécies
- Plumeria alba
- Plumeria inodora
- Plumeria obtusa
- Plumeria pudica
- Plumeria rubra No Brasil, chamada de "jasmim-manga".
- Plumeria stenopetala
- Plumeria stenophylla
- Plumeria lancifolia Chamada popularmente de agoniada.
- Lista completa

## Classificação do gênero
| Sistema | Classificação                      | Referência               |
| ------- | ---------------------------------- | ------------------------ |
| Linné   | Classe Pentandria, ordem Monogynia | Species plantarum (1753) |